# Diprotochaeta
Diprotochaeta là một chi bướm đêm thuộc họ Gelechiidae.